# Дуркино (Кировская область)
 Дуркино — деревня в Кировской области. Входит в состав муниципального образования «Город Киров»

## География
Расположена на расстоянии примерно 6 км по прямой на юго-запад от железнодорожного вокзала станции Киров.

## История
Известна с 1671 года как деревня Репина (позже Нечайки Репина), в 1678 4 двора, в 1764 66 жителей, в 1802 году 12 дворов. В 1873 году здесь (Нечайки Репина или Решетниковы большия) дворов 14 и жителей 112, в 1905 (Репино или Дуркино) 10 и 60, в 1926 (Дуркино или Нечайки Репина) 16 и 71, в 1950 (Дуркино) 14 и 78, в 1989 11 жителей. Административно подчиняется Ленинскому району города Киров.

## Население
Постоянное население составляло 3 человека (русские 100%) в 2002 году, 5 в 2010.